# Polyrhaphis batesi
Polyrhaphis batesi es una especie de escarabajo longicornio del género Polyrhaphis, tribu Polyrhaphidini, subfamilia Lamiinae. Fue descrita científicamente por Hovore & McCarty en 1998.
La especie se mantiene activa durante todos los meses del año.

## Descripción
Mide 17-32 milímetros de longitud.

## Distribución
Se distribuye por Costa Rica, El Salvador, Ecuador, Guatemala, Honduras, México, Nicaragua y Panamá.